# La Esmeralda, Sinaloa
La Esmeralda är en ort i Mexiko.   Den ligger i kommunen Guasave och delstaten Sinaloa, i den västra delen av landet, 1 200 km nordväst om huvudstaden Mexico City. La Esmeralda ligger 16 meter över havet och antalet invånare är 181.
Terrängen runt La Esmeralda är mycket platt. Runt La Esmeralda är det ganska tätbefolkat, med 100 invånare per kvadratkilometer. Närmaste större samhälle är Guasave, 12,1 km nordväst om La Esmeralda. Trakten runt La Esmeralda består till största delen av jordbruksmark.